# Stazione di Sarzana
Stazione di Sarzana vasútállomás Olaszországban, Sarzana településen.

## Vasútvonalak
Az állomást az alábbi vasútvonalak érintik:
- Pisa–La Spezia–Genova-vasútvonal
- Santo Stefano di Magra–Sarzana-vasútvonal

## Kapcsolódó állomások
A vasútállomáshoz az alábbi állomások vannak a legközelebb:
- Stazione di Luni
- Stazione di Arcola
- Stazione di Romito
- Stazione di San Lazzaro
- Stazione di Ponzano Magra (Stazione di Santo Stefano di Magra, Santo Stefano di Magra–Sarzana-vasútvonal)